# João António Ferreira Resende Alves
João António Ferreira Resende Alves (Albergaria-a-Velha, 5 dicembre 1952) è un allenatore di calcio ed ex calciatore portoghese, di ruolo centrocampista.

## Carriera
Alves iniziò nelle giovanili del Benfica dove emersero subito le sue spiccate doti di regista. Il passaggio alla prima squadra avvenne quasi automaticamente ed Alves riuscì in tempi brevi a ritagliarsi spazio nell'undici titolare e poco dopo fu convocato per la prima volta nella Nazionale di calcio portoghese. I rapporti con il Benfica si fecero però sempre più tesi finché nel 1975, decise di trasferirsi in Spagna andando a militare nelle file del Salamanca, dove però deluse le aspettative della dirigenza. Dalla Spagna finì in Belgio dove giocò alcune partite con il Racing White. Poi nel 1978 avvenne il ritorno al Benfica, suo unico e vero amore della propria carriera calcistica. Alves era fra l'altro un predestinato dato che il nonno era stato anch'egli un discreto giocatore negli anni '30 e '40. Dal nonno aveva ereditato anche una curiosa abitudine scaramantica, quella giocare tutto l'anno indossando un paio di guanti neri.

## Palmarès

### Giocatore

#### Competizioni nazionali
- Campionato portoghese: 2

Benfica: 1980-1981, 1982-1983
- Coppa del Portogallo: 4

Boavista: 1974-1975, 1975-1976
Benfica: 1980-1981, 1982-1983
- Supercoppa di Portogallo: 1

Benfica: 1980

#### Individuale
- Calciatore portoghese dell'anno: 1

1975

### Allenatore

#### Competizioni nazionali
- Coppa del Portogallo: 1

Estrela Amadora: 1989-1990